# Chris Henchy
Christopher Thomas Henchy, né le 23 mars 1964 à New York (États-Unis), est un réalisateur, producteur de télévision et de cinéma et scénariste américain.
Il est surtout connu pour être un collaborateur créatif avec Will Ferrell, notamment en cocréant le site Web Funny or Die et en écrivant plusieurs de ses films, dont Le Monde (presque) perdu (Land of the Lost), Very Bad Cops et Moi, député (The Campaign).

## Biographie
Chris Hench naît le 23 mars 1964 à New York, de Patricia et Michael Henchy,. Il grandit à Augusta, en Géorgie, et fréquente l'école catholique Saint Mary on the Hill,. Il est diplômé du lycée Friendswood. Il fréquente l'Université du Nouveau-Mexique, où il obtient un baccalauréat en finance, et a été membre du chapitre Sigma Alpha Epsilon.
Après avoir obtenu son diplôme, Henchy déménage à New York et travaille à Wall Street. Plus tard, il quitte son emploi et décide de travailler dans la comédie. Il est embauché par MTV et écrit des monologues humoristiques pour The Larry Sanders Show de Garry Shandling.[réf. nécessaire]
Henchy est scénariste et producteur des sitcoms télévisés Spin City et Life with Bonnie (en). Avec Marco Pennette, il crée la sitcom I'm with Her, vaguement basée sur la relation de Henchy avec sa femme Brooke Shields,. L'émission a été annulée par ABC après une saison. Henchy devient plus tard le coproducteur exécutif d'Entourage  et producteur de Eastbound & Down de HBO. Il crée, avec Will Ferrell et Adam McKay, le site Web Funny or Die,. Henchy a produit The Goods: Live Hard, Sell Hard. Il est crédité en tant que scénariste du film de 2009 Le Monde (presque) perdu (Land of the Lost), Very Bad Cops et Moi, député (The Campaign) qu'il coproduit également. En 2018, Henchy est annoncé pour réaliser un long métrage pour la série télévisée Les Jokers (Impractical Jokers) avec un travail de production par Funny or Die. Le film sort en février 2020 sous le nom d'Impractical Jokers : The Movie.

## Vie privée

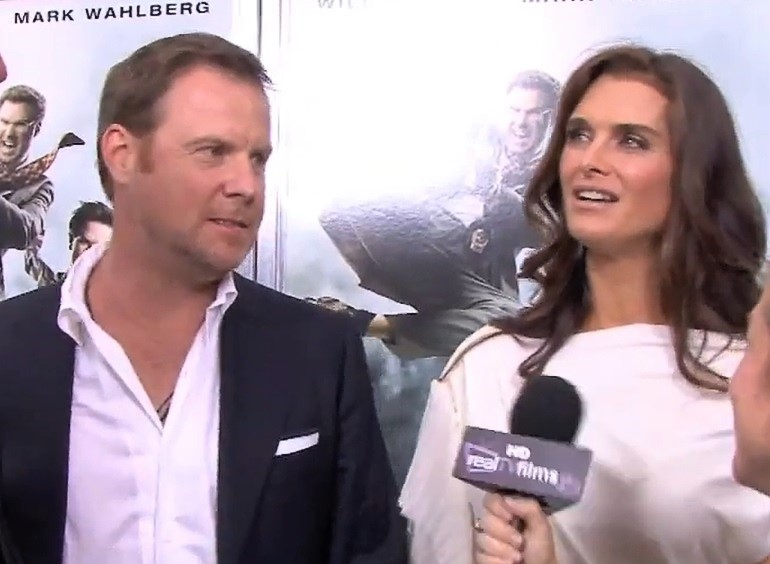
Henchy et Shields en 2010.

Chris Henchy rencontre l'actrice, auteur et mannequin Brooke Shields en 1999 sur un plateau de la Warner Bros., se fiancent en juillet 2000 alors qu'ils sont en vacances au Mexique et se marient le 4 avril 2001. Ils ont deux filles, Rowan et Grier. Ils résident à Greenwich Village, à New York.
Henchy siège au Creative Council of Represent. Us, une organisation anti-corruption non partisane.

## Récompenses et distinctions
- (en) Christopher Henchy: Awards, sur l'Internet Movie Database